# Palais Sanguszko (Iziaslav)
Pour les articles homonymes, voir Palais Sanguszko.
Le palais Sanguszko, ou palais de la princesse Sanguszkowa, est un édifice historique ukrainien d'architecture baroque situé dans la commune d'Iziaslav, dans l'oblast de Khmelnitski, au confluent des deux cours d'eau que sont le Horyn, et son affluent le Ponora. Le château a été construit entre 1754 et 1777, à l'initiative de la princesse Barbara Sanguszkowa, femme du Grand maréchal de Lituanie Paweł Sanguszko. Il fut sa résidence principale. Il demeura, jusqu'au milieu du XIXe siècle, la propriété de cette  famille.
À la fin du XIXe siècle, le château est vendu aux autorités russes. Il est converti en caserne pour l'Armée impériale russe. Après l'échec de la guerre d'indépendance de l'Ukraine en 1921, le bâtiment est utilisé par l'Armée rouge. L'édifice, qui ne bénéficie d'une protection au titre des monuments historiques d'État qu'à partir de 1963, se dégrade fortement.
Le château est aujourd'hui à l'état de ruines.